# Shorty Long
Shorty Long (* 20. Mai 1940 als Frederick Long in Birmingham (Alabama); † 29. Juni 1969) war ein US-amerikanischer Sänger.

## Leben
Frederick „Shorty“ Long wuchs in Birmingham im Staate Alabama auf. In den späten 1950er Jahren tourte er zwei Jahre mit den Ink Spots durch das Land. Mitte der 1960er Jahre erhielt er einen Plattenvertrag, hatte jedoch erst 1968 mit dem Song Here comes the judge einen Chart-Erfolg. Long ertrank bei einem Bootsausflug am 29. Juni 1969.

## Diskografie

### Alben
- 1968: Here Comes the Judge
- 1969: The Prime of Shorty Long

### Singles
- 1964: Devil with the Blue Dress On
- 1965: It's a Crying Shame
- 1966: Function at the Junction
- 1967: Chantilly Lace
- 1967: Night Fo' Last
- 1968: Here comes the judge (US Platz 8, UK Platz 30)
- 1969: I Had a Dream
- 1969: A Whiter Shade of Pale